# Neoclytus purus
Neoclytus purus är en skalbaggsart som beskrevs av Bates 1885. Neoclytus purus ingår i släktet Neoclytus och familjen långhorningar.
Artens utbredningsområde är Guatemala. Inga underarter finns listade i Catalogue of Life.